# ノルウェージャン・スピリット

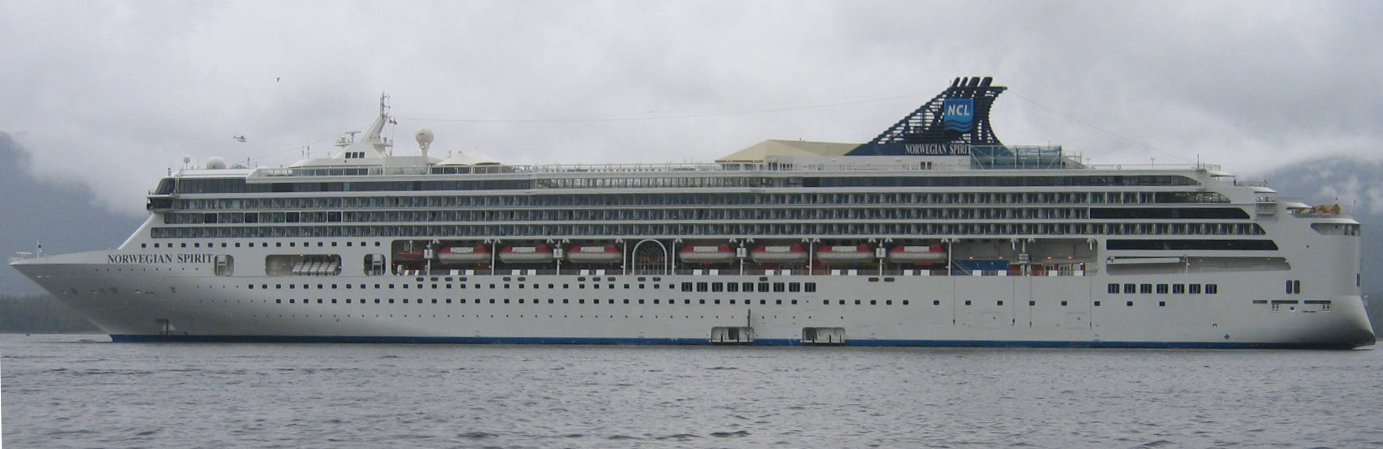
ノルウェージャン・スピリット

ノルウェージャン・スピリット（NORWEGIAN SPIRIT）は、アメリカのフロリダ州マイアミに本社を置くノルウェージャン・クルーズラインが運行するクルーズ客船。

## 船歴
スタークルーズの発注により、ドイツのマイヤー・ヴェルフトで建造され、スーパースター・レオとして1998年に就航した。アジア初の巨大クルーズ客船で、シンガポールを拠点に、マレーシアとタイ王国へ3日間から6日間のクルーズで運航された。 1999年9月10日、二番船として建造されたスーパースター・ヴァーゴがシンガポールに配船されたため、本船は香港に拠点を移して、中国の海南島、ベトナム沿岸の南シナ海などを目的地とした2日間から5日間のクルーズで運航された。
2003年、重症急性呼吸器症候群（SARS）の影響により一時的に拠点をオーストラリアに移して運航されたが、そして、流行の収束後は香港に戻った。
2004年、ノルウェージャン・クルーズラインは、ロイド・ヴェルフトで艤装中だったプライド・オブ・アメリカが完成直前に暴風により浸水事故を起こしたため、本船を代船として購入した。約2週間で改修工事が行われた後、ノルウェージャン・スピリットとして就航した。その後、プライド・オブ・アメリカは、約1年遅れの2005年6月に就航している。
その後、ヨーロッパを拠点に、冬と春はカナリア諸島への10日間のクルーズ、夏と秋は地中海を巡る13日間のクルーズで運航されている。

## 事故・インシデント
2005年にジュノーで、2007年にニューヨークでそれぞれ埠頭に衝突し、軽微な損傷が生じたが修理されている。2008年5月25日、東部カリブ海で8日間のクルーズを終えニューヨークへ帰港した際に、90番埠頭に接触、駐車場の支柱と船首が損傷した。
2006年1月、トルトラ島沖で巨大波に遭遇した。
2011年3月、メキシコでの埠頭への衝突と、船上で死亡者が発生したトラブルにより、クルーズが約12時間遅れで運航された。